# سیارک ۲۵۷۲
سیارک ۲۵۷۲ (به انگلیسی: 2572 Annschnell، نامگذاری:1950DL) دو هزار و پانصد و هفتاد و دومین سیارک کشف شده‌است که در ۱۷ فوریه ۱۹۵۰ و در هایدلبرگ کشف شد.
قدر مطلق سیارک برابر ۱۳٫۴۰ است.